# Сила (ім'я)
Си́ла — християнське чоловіче ім'я. Походить від грец. Σίλας — можливо, утвореного від івр. שָׁאוּל, «Шауль» («вимолений, випрошений») або від короткої форми латинського імені Silvanus, Сильван.
Зменшені форми — Силко, Силаш.

## Іменини
- За православним календарем (новий стиль) — 17 січня і 12 серпня (апостол Сила), 8 квітня (Сила Готфський)[2].
- За католицьким календарем — 13 липня (сповідник Сила Македонський)[3].

## Відомі носії
- Сила — апостол від сімдесяти
- Лоутон Сайлас Паркер — американський художник-імпресіоніст
- Сілас (Паулу Сілас ду Праду Перейра) — бразильський футболіст
- Сайлас Вейр Мітчелл — американський актор